# Ил Морелацо (Болоња)
Ил Морелацо (итал. Il Morelazzo) је насеље у Италији у округу Болоња, региону Емилија-Ромања.
Према процени из 2011. у насељу је живело 22 становника. Насеље се налази на надморској висини од 14 м.